# Iseo-myeon, Wanju-gun
Iseo-myeon (koreanska: 이서면) är en socken i Sydkorea. Den ligger i kommunen Wanju-gun i provinsen Norra Jeolla, i den centrala delen av landet, 190 km söder om huvudstaden Seoul.
Iseo-myeon är en exklav till kommunen Wanju-gun. Mellan Iseo-myeon och resten av kommunen ligger staden Jeonju. 